# Библиотека имени А. С. Грибоедова
Библиотека имени А. С. Грибоедова — одна из старейших публичных бесплатных общедоступных читален города Москвы. Учреждена решением Московской городской Думы по ходатайству 12 гласных в 1910 году для увековечения памяти великого москвича Александра Сергеевича Грибоедова (1795—1829). Открыта для читателей 19 сентября 1910 года. В настоящее время расположена по адресу: Большая Переяславская улица, дом 15.

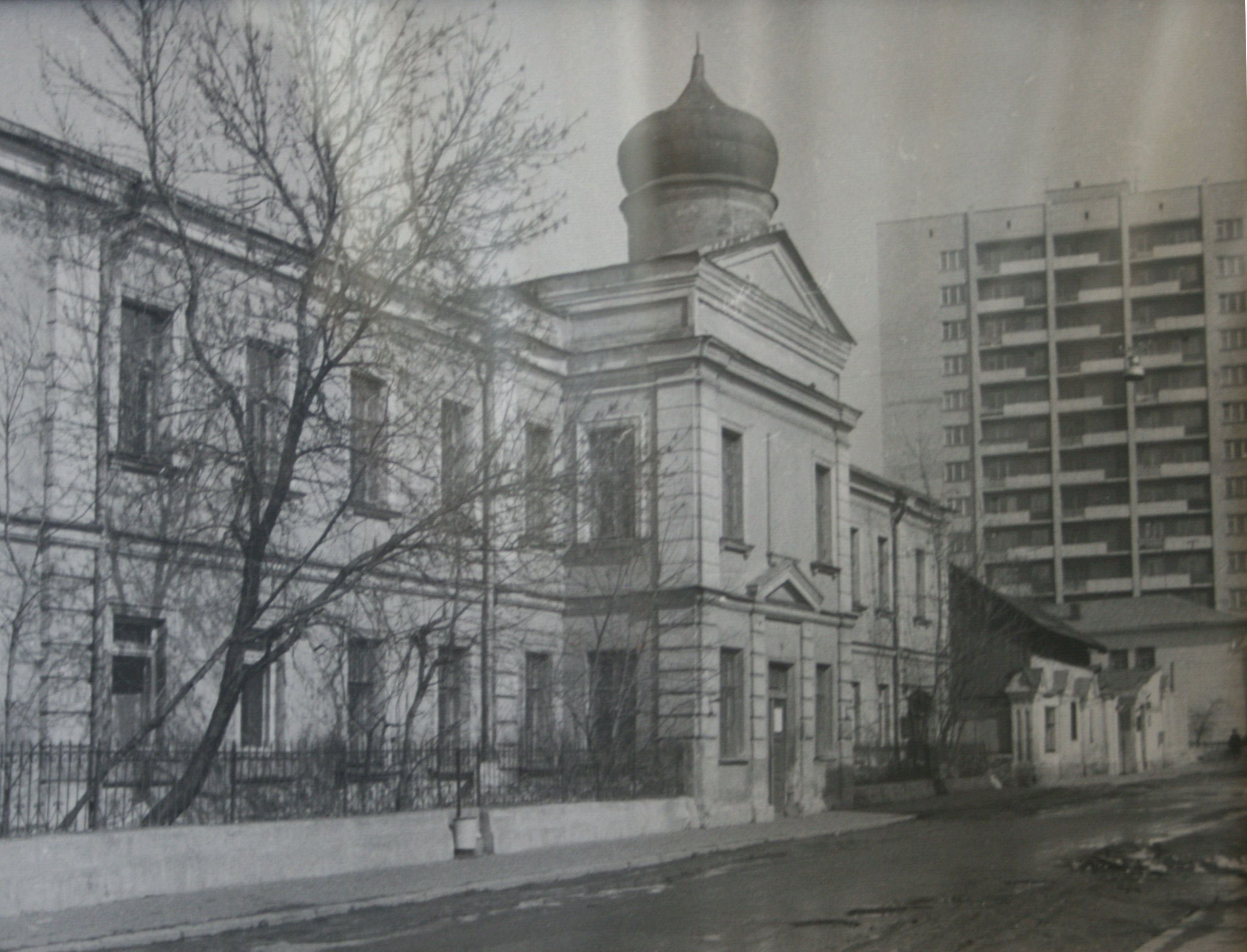
Здание Благотворительного общества, Больничный переулок, д. 7, в котором ранее располагалась библиотека

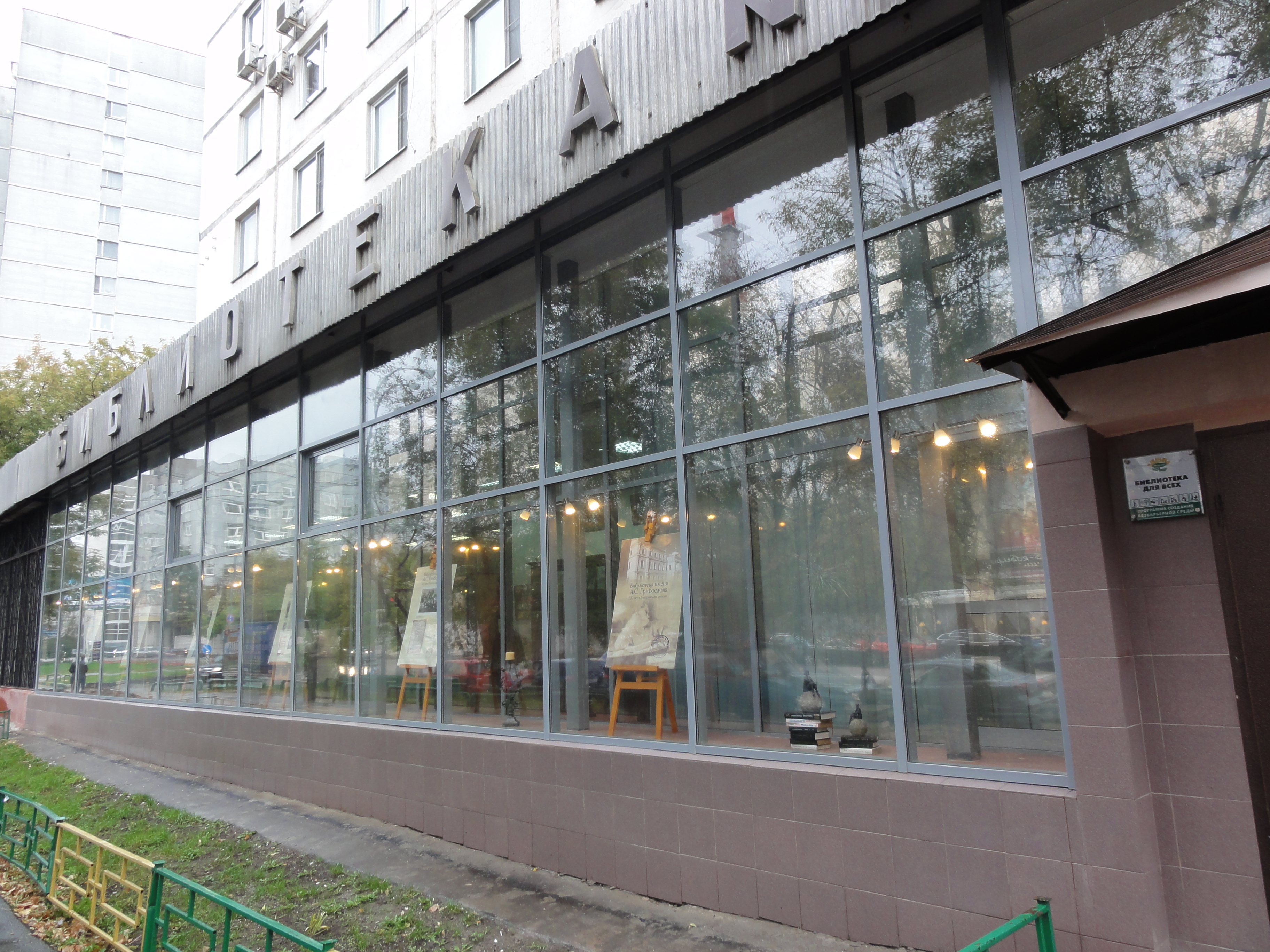
Библиотека имени А. С. Грибоедова в наши дни

У истоков создания библиотеки стояли супруги Покровские, представлявшие прогрессивное направление в библиотечной мысли России начала XX века. Первой заведующей библиотекой была Анна Константиновна Покровская, жена библиотековеда и библиографа Александра Александровича Покровского. А. А. Покровский разработал каталоги библиотеки, впервые среди бесплатных библиотек применил десятичную классификацию, собрал основной фонд библиотеки; создал «Общество друзей Грибоедовской библиотеки», активным участником которого был Иван Дмитриевич Сытин.
До ноября 2015 года в библиотеке еженедельно проходили заседания Московского Клуба филокартистов, члены которого изучают и популяризуют коллекционирование иллюстрированных почтовых карточек (открыток).
В библиотеке действует Грибоедовская экспозиция в демонстрационных витринах в кабинетном стиле.